# Windhoek Observer
Windhoek Observer este un ziar săptămânal care apare sâmbăta în limba engleză, publicat în Namibia de Paragon Investment Holding. Este cel mai vechi și cel mai mare săptămânal din țară. Începând cu 2009, a avut un tiraj între 12.000 și 13.000 de exemplare.
Windhoek Observer a fost fondat în 1978 de Hannes Smith și Gwen Lister. Lister era redactorul politic și a dorit să ofere SWAPO, mișcarea de eliberare a Namibiei, „o față umană, arătând poporului, inclusiv albilor, că nu sunt teroriști, comuniști și amenințarea neagră cum i-a numit regimul colonial prin propaganda sa.”
Ziarul a fost interzis oficial în mai 1984, după ce Lister a călătorit în Zambia pentru a face un reportaj despre discuțiile care au avut loc în legătură cu independența namibiană. Deși interdicția a fost ridicată după un apel către Comitetul de Apel al Publicațiilor Pretoria, conducerea Observatorului a acționat în așa fel încât a declanșat demisia lui Lister și a personalului ziarului. Anul următor, Lister a înființat un nou ziar independent, The Namibian.
Smith a condus apoi singur Windhoek Observer, numindu-se „redactor-șef”. Fiica sa, Yanna Erasmus, i s-a alăturat ulterior la ziar. Smith a adoptat o „poziție editorială puternică împotriva autorităților” și „nu s-a înclinat în fața Africii de Sud și nici a guvernului SWAPO”.
După moartea lui Smith în 2008, Erasmus a preluat funcția de redactor. În anul următor, ziarul a fost vândut companiei Paragon Investment Holding, iar Kuvee Kangueehi a fost numit redactor.